# Yoon
Dans ce nom coréen, le nom de famille, Kang, précède le nom personnel.
Kang Seung-yoon (en coréen : 강승윤), connu sous le nom de Yoon, né le 21 janvier 1994 à Busan, est un chanteur, compositeur et acteur sud-coréen. Kang Seung-Yoon est le leader et le maknae du groupe sud-coréen WINNER. Il a participé à l'émission sud-coréenne, Superstar K2 où il a terminé à la quatrième place.
De mars à mai 2020, il participe à l'émission populaire de la MBC King of Mask Singer. Il devient le plus jeune gagnant dans l'histoire de l'émission et le premier à avoir cumulé six victoires d'affilée.
Le 29 mars 2021, sort la chanson IYAH (아이야) extraite de son premier album solo Page (en).

## Biographie

### Jeunesse et études
Kang Seung-Yoon grandit à Busan en Corée du Sud, fils unique, il est élevé seul par sa mère. Ses parents ayant divorcés Kang Seung-Yoon n'a jamais vraiment connu son père biologique. Dans l'émission K-POP Lyrics Helper diffusée sur YouTube qu'il co-anime avec Kim Tae-won de (Boohwal), il annonce avoir tenté de reprendre contact avec son père, malheureusement celui-ci est décédé. La chanson 365 présente sur son album PAGE lui est dédiée.
Il a un QI de 140 et de bonnes aptitudes en mathématiques. Il apprend à jouer de la guitare en quatrième et au cours de sa troisième année au lycée, il se spécialise en guitare classique. En 2012, il est diplômé de Busan High School of Arts avec spécialisation en guitare classique. A cette même époque, il commence à jouer au billard. Il fréquente alors le circuit professionnel et participe au concours national de billard à Busan. Après avoir remporté le concours, il devient le représentant de Busan en billard.

### Carrière

#### 2010-2012: Participation àSuperstar K2
En 2010, Yoon participe à l'émission sud-coréenne Superstar K2 et a été encadré par le chanteur-compositeur-interprète Yoon Jong-shin. Pendant le déroulement de l'émission, il a sorti deux singles I'll Write You a Letter et Instinctively. Le single I'll Write You a Letter  s'est placé en vingt-quatrième position et est sorti sur l'album Superstar K2: Top 6 (My Story). Le single Instinctively  est devenu une des meilleures ventes de singles en Corée et a été classé numéro 1 sur Gaon Chart et est devenue l'une des 100 meilleures chansons de l'année.
Le 22 octobre 2010, Yoon termine à la quatrième place, derrière Jang Jae in, John Park et le gagnant de l'émission, Huh Gak. En janvier 2011, il a également posé et tourné pour la marque Samsung Galaxy Tab avec les trois candidats de l'émission.
Le 12 janvier 2011, Yoon a signé un contrat en tant que stagiaire avec le label YG Entertainment. La même année, 
il sort le single You are Heaven pour la bande originale de la série télévisée Midas.
De 2011 à 2012, Yoon  joue dans la série télévisée à succès, High Kick 3: Revenge of the Short Legged. Il joue le rôle d'un garçon étrange et qui est venu à Séoul, en rêvant de devenir le président et devenu le meilleur ami de Jong Suk après l'avoir sauvé d'un accident de voiture. Yoon a chanté la chanson Smile, My Love pour la bande originale de la série télévisée.
Le 20 juin 2013, Yang Hyun-suk a annoncé dans un Q & A sur YG LIFE que Yoon fera ses débuts avec son premier single, Wild & Young produit par YG Entertainment et composé par Teddy Park le 15 juillet 2013, avant de sortir un mini-album par la suite. Le 14 août 2013, Yoon a sorti son troisième single Stealer (맘 도둑). Le même jour, lors d'un communiqué de presse, un représentant de son agence a déclaré que le clip a été filmé en secret pour éviter que cela puisse perturber les promotions de son single Wild & Young. Le clip Stealer (맘 도둑) a été tourné en compagnie de l'actrice Yoon Jin-Yi.

#### 2013-2014: Participation àWIN: WHO IS NEXT, ses débuts avec le groupeWINNER
Yoon participe à l'émission de télé-réalité de Mnet WIN: Who is Next (2013) et est placé dans le groupe de la Team A auprès de Song Mino, Kim Jinwoo, Lee Seung-Hoon et Nam Tae Hyun (ex membre de WINNER). Ce programme produit par YG Entertainment a pour but de sélectionner les membres du prochain boys band de l'agence. Divisés en deux groupes: les onze stagiaires s'affrontent en tant que Team A et Team B sur dix épisodes et sur trois battles. A l'issue de cette compétition, c'est au public de désigner le grand gagnant de WIN: Who is Next ,.
Sur le septième épisode de l'émission diffusé le 4 octobre 2013, Yang Hyun-suk a exprimé beaucoup d'inquiétude pour la Team A et notamment pour le leader de l'époque Song Mino blessé à la cheville. En raison de la blessure de MinoYang Hyun-suk décide de nommer Yoon en tant que leader et chanteur principal. Le 25 octobre 2013, la Team A remporte la finale contre le groupe Team B. Le groupe prend alors officiellement le nom de WINNER.
Le 9 novembre 2013, Taeyang du groupe Big Bang sort son clip Ringa Linga qui présente le groupe WINNER comme danseurs de sauvegarde. Le 15 novembre 2013, le groupe Winner se rend au Japon pour la tournée du groupe Big Bang comme acte d'ouverture. Le 13 décembre 2013, leurs débuts en Corée et au Japon ont été diffusés sur l'émission de télé-réalité WINNER TV sur Mnet.

## Discographie

### Singles
| Année | Titre                   | Classement | Album                          |
| ----- | ----------------------- | ---------- | ------------------------------ |
| 2010  | I'll Write You a Letter | 24         | Superstar K2: Top 6 (My Story) |
| 2010  | Instinctively           | 1          | Superstar K2 Up to 11          |
| 2013  | It Rains                | 1          |                                |
| 2013  | Wild and Young          | 18         |                                |
| 2013  | Stealer (맘도둑)        | 9          |                                |

### OST
- 2011 : Midas OST

- You are Heaven
- 2011-2012 : High Kick 3: Revenge of the Short Legged OST

- Smile, My Love

## Filmographie

### Télévision
- 2010 : Superstar K2
- 2011-2012 : High Kick: Revenge of the Short Legged (en)
- 2013 : Win: Who is next : Membre de la Team A
- 2013 : Winner TV
- 2017 : Prison Playbook (en)
- 2020 : Kairos (en)
- 2021 : Voice
- 2021 : Racket Boys

### Publicités
- LG Interantional Call 002 (Corée du Sud)
- CJ (Corée du Sud)
- Samsung Galaxy Tab (avec Huh Gak, John Park et Jang Jae in) (Corée du Sud)
- Team Polham (Corée du Sud)
- Grand Chase (Corée du Sud)
- Fanta Idol (avec Baek Jin-hee et Lee Kwang-soo) (Corée du Sud)

## Distinctions

### Récompenses
- Cyworld Digital Music Awards 2010 : Recrue du mois
- Gaon Chart Awards 2011 : Recrue de l'année

### Nominations
- Mnet 20′s Choice Awards 2012  : Upcoming 20′s
- Melon Music Awards : Music Style Award 2013 ：Meilleur Rock, It Rains
- Seoul Music Award 2013 : Rookies Award